# Shōnen Sekai

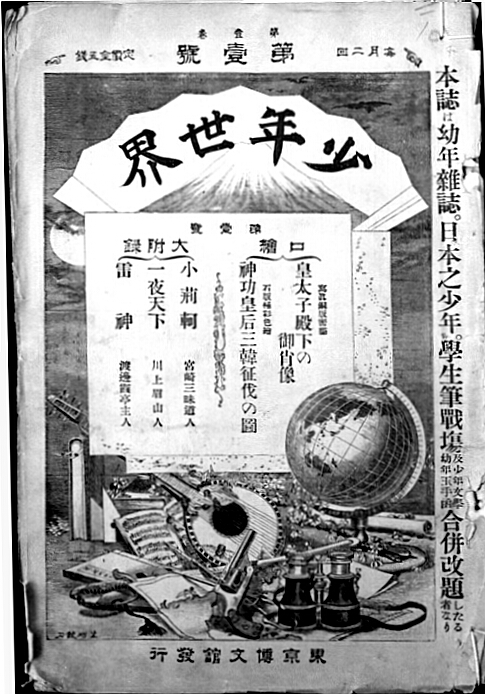
Couverture de 1895.

Shōnen Sekai (少年世界, littéralement Le Monde de la jeunesse) est un journal japonais publié par Hakubunkan de 1895 à 1914 et spécialisé dans la littérature de jeunesse.